# Punt nodal

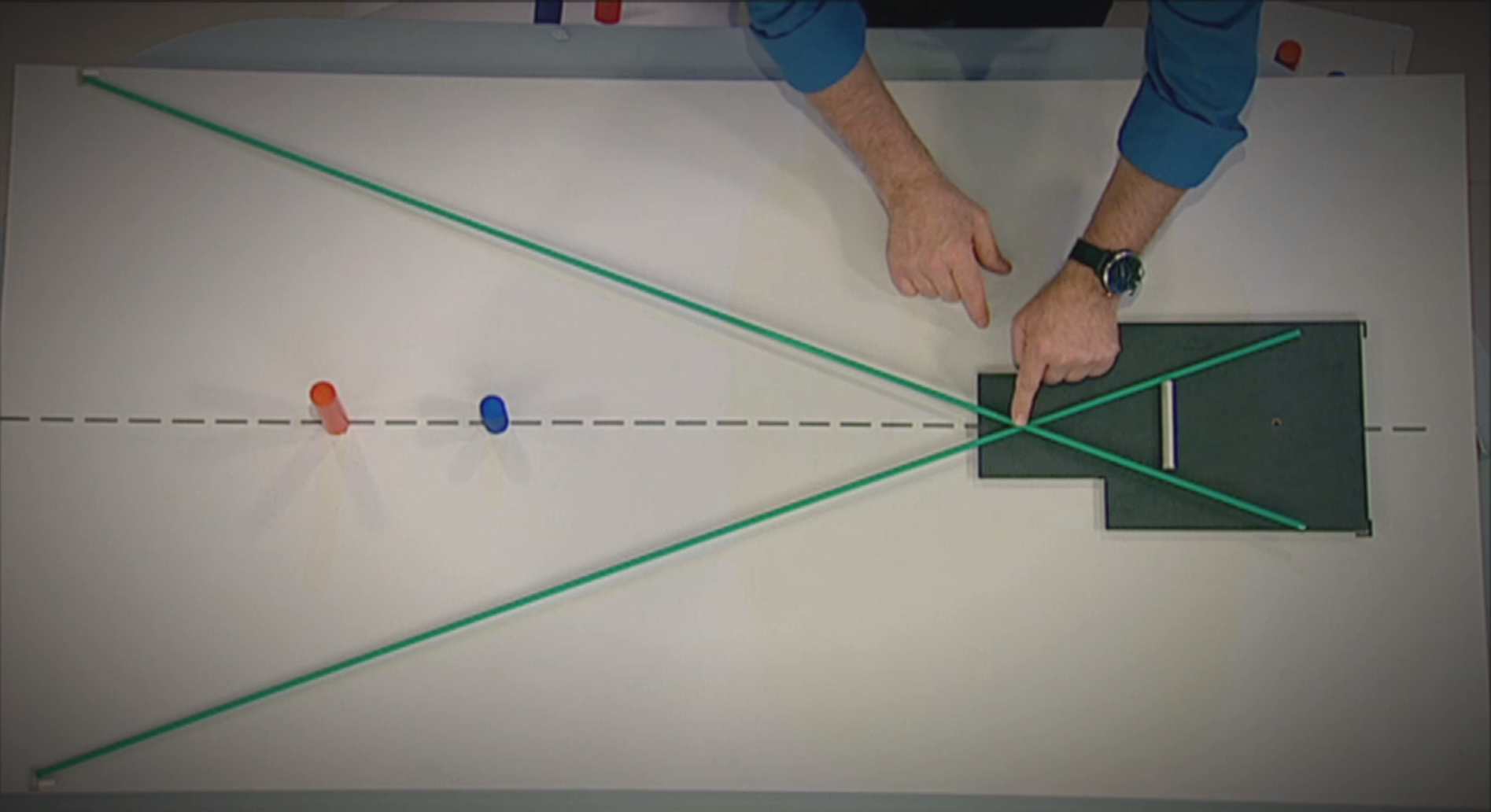
Figura 1: Fotograma del programa Quèquicom d'Efectes especials, emès l'1 de novembre de 2017.

El punt nodal són dos punts conjugats, N i N', els quals es troben sobre l'eix òptic, i tenen un augment angular de valor 1.

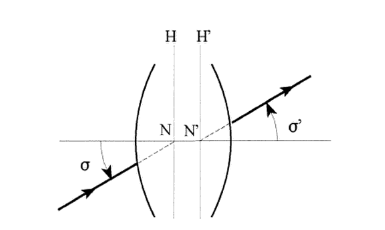
Figura 2

Si un raig travessa un sistema òptic formant uns angles σ i δ amb l'eix òptic, tal com es veu en la figura 2, es defineix l'augment angular del sistema y com el quocient entre σ i δ. y'= δ/σ. Així, un raig que entra en el sistema amb un angle σ passarà pel punt nodal objecte si surt del sistema amb un angle δ=σ i passarà de manera real o virtual pel punt nodal imatge. Quan els índexs fora del sistema òptic són iguals, els punts nodals estan sobre els plans principals.
Jugant amb el punt nodal podem crear trucatges en la imatge, tot enganyant l'espectador.